# سیریل راموند
سیریل راموند (انگلیسی: Cyril Ramond؛ زادهٔ ۱۲ فوریهٔ ۱۹۸۰) بازیکن فوتبال اهل فرانسه است که در پست هافبک بازی می‌کرد.
از باشگاه‌هایی که در آن بازی کرده‌است می‌توان به باشگاه فوتبال نانسی، باشگاه فوتبال استاد برستوا ۲۹، باشگاه ورزشی مون‌پلیه، و باشگاه فوتبال سنت ترویدنس اشاره کرد.